# 전준형
전준형(田俊亨, 1986년 8월 28일 ~ )은 대한민국의 축구 선수이다.

## 선수 생활

### 유소년 생활
용문중학교 1학년 시절이던 1999년, 중학교를 중퇴하고 브라질로 축구유학길을 떠났다. 총 8년 동안 브라질에서 생활하며 축구와 브라질어를 익혔으며 브라질 주리그 팀인 마릴리아 FC에서 2년동안 측면 수비수로 활약하기도 하였다. 그러나 2007년 후반기 부상으로 전력외가 되면서 방황의 길을 걷다가 국내 복귀를 택했다.

### K리그
2008년 가을부터 경남 FC에서 입단 테스트를 받았으며 조광래 감독의 합격점을 받아 2009년 정식계약했다. 1년차에는 체력을 끌어올리는데 주력하다 2010년부터 만개하기 시작하였는데 조광래 감독이 특별히 점찍어서 키운다고 공언할 정도로 많은 기대를 받으며 2010시즌 플랫 3의 주전 수비수로 활약하는 데까지 성공했다.
그러다 2010년 시즌 종료 후 FA가 되었으며 인천 유나이티드가 재빠르게 영입 제의를 하면서 인천으로 이적하게 되었다. 2011년 7월 인천 소속으로 첫 데뷔전을 치루었으며 가끔씩 풀백으로 출장하기도 하였다.

## 에피소드
- 8년 동안 브라질에서 생활했기 때문에 포르투갈어에 매우 능통하였다. 경남 FC 시절 루시오 선수 등 브라질 선수들의 통역을 전담하였다.